# A PFG 1924
Statistica sezonului din anul 1924 al campionatului de fotbal din Bulgaria.La campionat au participat 6 echipe ,dar el nu a fost finalizat.

## Sferturi de finală
| Club                    | - | Club             | Scor |
| PFC Chernomorets Burgas | - | PFC Levski Sofia | 0-7  |
| Orel Vratsa             | - | Krakra Pernik    | 1-0  |

## Semifinala
| Club             | - | Club            | Scor |
| Pobeda Plovdiv   | - | Orel Vratsa     | 5-0  |
| PFC Levski Sofia | - | Vladislav Varna | 0-0  |